# Așezare de tip urban
„Așezarea de tip urban” (în rusă посёлок городско́го ти́па - posiolok gorodskogo tipa, abreviat: п.г.т. - p.g.t.; în ucraineană селище міського типу - selișce miskoho tîpu, abreviat: с.м.т. - s.m.t.; în belarusă пасёлак гарадскога тыпу - pasiolak haradskoha tîpu; în poloneză osiedle typu miejskiego; în bulgară селище от градски тип - seliște ot gradski tip), numită în Republica Moldova așezare de tip orășenesc sau localitate de tip orășenesc, este o denumire oficială pentru un tip de localități cu caracter semi-urban (sau foste orășele) din fosta Uniune Sovietică și zece state actuale ex-sovietice, din Polonia și din Bulgaria.
Acest tip de localitate a fost folosit în toate cele 15 republici ale fostei Uniuni Sovietice, începând cu anul 1922, când a înlocuit un număr de alți termeni care putea fi traduși ca „orășel” (sau mai concludent în engleză "town"): în Rusia - posad, în Ucraina - misteciko, în Belarus - miasteciko ș.a. A fost introdusă ulterior și în Polonia (1954) și Bulgaria (1964). În 1972, toate „așezările de tip urban” din Polonia au fost transformate în alte tipuri de localități (orașe sau sate), în timp ce în Bulgaria și cinci republici ex-sovietice (Armenia, Estonia, Letonia, Lituania, Republica Moldova) - transformarea a avut loc la începutul anilor 1990, în Ucraina cu anul 2023. Astăzi acest termen mai este în uz în alte 9 țări ex-sovietice, și anume - Azerbaidjan, Belarus, Georgia, Kazahstan, Kârgâzstan, Rusia, Tadjikistan, Turkmenistan și Uzbekistan.

## Uniunea Sovietică și țările ex-sovitice
În Uniunea Sovietică criteriile pentru desemnarea unei așezări de tip urban erau stabilite independent de fiecare republică în parte. Acele criterii, totuși, se diferenețiau foarte puțin de la o republică la alta.

### RSFS Rusă
În RSFS Rusă așezările de tip urban erau împărțite în trei tipuri:
- Așezări muncitorești (рабочие посёлки): localități cu fabrici, uzine, industrie minieră, industrie a construcțiilor, cu o populație de cel puțin 3.000 de locuitori și nu mai puțin de 85% dintre aceștia să fie muncitori;
- Așezări turistice (курортные посёлки): localități focusate pe facilități de odihnă și sănătate (în apropiere de plaje, spa cu ape minerale, etc.), cu o populație de cel puțin 2.000 de locuitori și nu mai puțin de 50% din numărul mediu anual al populației să fie rezidenți non-permanenți;
- Așezări suburbane sau așezări de vile/dăci (дачные посёлки): așezări focusate pe recreerea personală pe timp de vară și weekend, cu nu mai mult de 25% din populația permanentă fiind angajată în sectorul agricol.

### Rusia
În prezent în Federația Rusă nu există criterii unice pentru formarea așezărilor de tip urban, acest lucru intrând în competența subiectelor federale.
La 1 ianuarie 2013 în Rusia existau 1235 de așezări de tip urban (în 1987 numărul lor era de 2178). Cea mai mare așezare de tip urban este localitatea Nahabino din regiunea Moscova, cu o populație de 39,05 mii locuitori (2014). Anterior cele mai mari așezări de tip urban după numărul populației erau: Goreacevodskii (37,1 mii loc. în 2010) și Pașkovskii (43,0 mii loc. în 2004), cel din urmă intrând în componența orașului Krasnodar. Însumat, în primele 104 cele mai mici așezări de tip urban din Rusia locuiesc 0 mie de persoane, iar în primele 11 cele mai mici — mai puțin de 100 de locuitori.

### Azerbaidjan
În 2011 în Azerbaidjan (inclusiv în Karabahul de Munte) erau 256 de așezări de tip urban (în azeră qəsəbə).

### Armenia
În RSS Armeană și ulterior Armenia, așezări de tip urban au existat până în anii 1990. În prezent acest tip de localități nu mai există în țară, ele fiind transformate în orașe sau sate.

### Belarus
În Belarus criteriile desemnării drept „așezare de tip urban” sunt stabilite prin Legea № 154-З a Republicii Belarus din 5 mai 1998 «Privind împărțirea administrativ-teritorială a Republicii Belarus». Conform legii, în rândul așezărilor de tip urban intră:
- așezări orășenești — localități cu o populație de peste 2 mii de locuitori, care au întreprinderi industriale și comunale, instituții socio-culturale, întreprinderi comerciale, de alimentație publică și deservire casnică;
- așezări recreative/turistice — localități cu o populație de cel puțin 2 mii de locuitori, pe teritoriul căreia se află sanatorii, case de odihnă, pensiuni, alte instituții cu scop reabilitativo-ocurativ, întreprinderi comerciale, de alimentație publică și deservire casnică a populației, instituții socio-culturale;
- așezări muncitorești — localități cu o populație de cel puțin 500 de locuitori, situate în apropiere de întreprinderi industriale, stații electrice, șantiere de construcții, stații feroviare și alte obiecte cu caracter muncitoresc.

În anul 2006 în Belarus erau 90 de așezări orășenești, 5 așezări muncitorești și o așezare recreativ-turistică.

### Estonia
În Estonia și RSS Estonă, așezările de tip urban au existat între anii 1949—1993. În anii 1990—1993 toate așezările de tip urban din țară au fost transformate în orașe sau sate.

### Georgia
În 2011, în Georgia existau 50 de așezări de tip urban (în georgiană დაბა). Opt din ele se află pe teritoriul autoproclamatelor republici separatiste Abhazia și Osetia de Sud.

### Kazahstan
În 2010 în Kazahstan erau 55 de așezări de tip urban (în kazahă Кенті).

### Kârgâzstan
În 2012 în Kârgâzstan erau 9 așezări de tip urban.

### Letonia
În RSS Letonă, așezările de tip urban au existat între anii 1949—1993. În anii 1990—1993 toate așezările de tip urban din țară au fost transformate în orașe sau sate.

### Lituania
În RSS Lituaniană, așezările de tip urban au existat între anii 1946—1995. La începutul anilor 1990 toate așezările de tip urban din țară au fost transformate în orașe sau sate. 

### Republica Moldova
În Moldova sovietică (RSSM+RASSM), așezările de tip urban au existat începând cu anul 1924 până în anii 1990. La începutul anilor 1990 toate așezările de tip urban din țară au fost transformate în orașe sau sate. Totuși, în autoproclamata Republica Moldovenească Nistreană, așezările de tip urban există în continuare.

### Tadjikistan
La 1 ianuarie 2011 în Tadjikistan erau 57 de așezări de tip urban.

### Turkmenistan
La 1 ianuarie 2013 în Turkmenistan erau 79 de așezări de tip urban.

### Ucraina
În Ucraina (înainte de 2023), așezarea de tip urban (în ucraineană селище міського типу) a fost o așezare orășenească, care în sistemul organizării administrativ-teritoriale a țării ocupă un loc intermediar între localitățile rurale (sat sau selișce) și localitățile urbane (orașe).
Conform unei hotărâri a Prezidiului Radei Supreme a RSS Ucrainene din 12 martie 1981, în rândul așezărilor de tip urban pot fi trecute localități care sunt situate în apropiere de întreprinderi industriale, noduri de cale ferată, strcturi hidrotehnice, întreprinderi de producere și prelucrare a producției agricole, precum și localități pe teritoriul cărora se află instituții de învățământ mediu special și superior, instituții de cercetare științifică, sanatorii și alte centre curativ-reabilitative, care dispun de un fond locativ de stat și o populație mai mare de 2 mii de locuitori, dintre care cel puțin două treimi sunt muncitori, persoane în serviciu (militar, de stat) și familiile lor.
Ca excepție, pot fi desemnate așezare de tip urban și localități cu mai puțin de 2000 de locuitori, dar nu mai puțin de 500, dacă se constată că localitatea are perspective reale de dezvoltare socială rapidă sau sporire rapidă a numărului populației.
La 1 ianuarie 1991 în Ucraina erau 921 de așezări de tip urban (67,96 % din numărul total al localităților urbane).
În Constituția Ucrainei din 1996 în articolul 133 (Organizarea teritorială a țării) în rândul localităților au fost trecute doar orașele, selișcele și satele, iar așezările de tip urban au fost omise.
La 1 ianuarie 2004 în Ucraina erau 886 de așezări de tip urban. Numărul lor a scăzut cu 4,4 % comparativ cu cel de la 1 ianuarie 1989, iar numărul populației așezărilor a scăzut cu 14,3 %.
Din 2009 pe teritoriul Ucrainei există 885 de așezări de tip urban, cea mai mare fiind — Kivșarivka, din regiunea Harkiv, cu puțin peste 20.000 de locuitori.
La 28 iulie 2023, parlamentul ucrainean a adoptat o lege conform căreia așezările de tip urban erau transformate în orașe, selyshcha (sate mari) sau sate în funcție de populația lor și tipul dominant de clădiri.

### Uzbekistan
La 1 ianuarie 2011 în Uzbekistan 1065 de localități aveau statut de așezare de tip urban.

## Bulgaria
În Bulgaria primele așezări de tip urban (în bulgară Селище от градски тип, seliște ot gradski tip) au fost înființate printr-o lege emisă pe 15 septembrie 1964. Inițial în țară au fost declarate așezare de tip urban doar trei localități:
- Bukiovțî - sat, declarat așezare de tip urban în 1964, iar în 1970 a fost unit cu alte 2 sate formând orașul Mizia;
- Beliovo - sat, declarat așezare de tip urban în 1964, în 1966 redenumit în Gara Belovo (Гара Белово) și transformat în orașul Belovo în 1968 prin unirea cu satul Malko Belovo;
- Gheneral Nikolaevo - sat, declarat așezare de tip urban în 1964, iar în 1966 a format orașul Rakovski prin fuziunea cu satele Parcevici și Sekirovo.

În anii 1970, alte 30 de localități rurale au fost declarate așezare de tip urban, pentru ca în anii 1990 să se renunțe la acest tip de localitate. În prezent acest termen nu mai este folosit în organizarea administrativă a Bulgariei.

## Polonia
În Polonia un tip de localități analog așezărilor de tip urban, numite Osiedle typu miejskiego, a existat între anii 1954—1972.